# Luis de Borbón (Lieja)
Luis de Borbón (1438 - † 30 de agosto de 1482) fue príncipe-obispo de Lieja desde 1456 hasta su muerte, en 1482.

## Biografía
Luis era el sexto hijo de Carlos I de Borbón (1401-1456) y de Inés de Borgoña (1407-1476), y sobrino de Felipe III de Borgoña, el Bueno, y pasó su juventud en la corte de Borgoña. El papa Calixto II ignoró las prerrogativas del capítulo de la catedral de San Lamberto de Lieja y le confirió el principado cuando sólo tenía dieciocho años, junto con una dispensa para obtener las órdenes menores y mayores hasta 1463.
El 1465 los liejanos, aliados de Luis XI de Francia, lo depusieron. Felipe el Bueno atacó y venció a las milicias liejanas conducidas por Raes de la Rivière el 20 de octubre de 1465 en la batalla de Montenaken. Los liejanos tuvieron que firmar la paz de Sint-Truiden, estipulando que Felipe el Bueno tenía la soberanía del principado, y repusieron Luis de Borbón como príncipe-obispo el 19 de septiembre de 1466.
Tras la muerte de Felipe el Bueno, los liejanos continuaron la resistencia contra los borgoñones, sufriendo una segunda derrota, el 28 de octubre de 1467 en la batalla de Brustem contra Carlos el Temerario. El 20 de agosto de 1468, después de un encuentro en Bruselas con un delegado de Paulo II y Carlos de Borgoña, Luis de Borbón fue definitivamente instaurado. Después de una enésima revuelta liejana de los 600 Francforteses, en 1468 las tropas de Carlos, ayudadas por Luis XI, que se había reconciliado con Carlos, destruyeron e incendiaron toda la ciudad de Lieja, respetando sólo las iglesias.
Esto no pacificó la región. En 1482, Guillermo de la Mark atacó las tropas del príncipe-obispo en Hollogne-sur-Geer. Luis murió en combate y Guillermo entró triunfante en la ciudad. Intentó hacer elegir a su hijo Juan de la Mark como príncipe-obispo, pero el papa Sixto IV no lo reconoció nunca y designó a Juan de Hornes como sucesor.

### Citas
1. ↑  Mélard, Claude (octubre de 2008). «Louis de Bourbon». Chronologie de la principauté de Liége (en francés). Archivado desde el original el 23 de agosto de 2011. Consultado el 6 de marzo de 2014.
2. ↑  Janssen, Jean (2000). Sous la crosse, évolution socio-politique, économique et culturelle du Pays de Liège (en francés). Bruselas. pp. 86-90.